# Zeritis bicolor
Zeritis bicolor är en fjärilsart som beskrevs av Sharpe 1891. Zeritis bicolor ingår i släktet Zeritis och familjen juvelvingar. Inga underarter finns listade i Catalogue of Life.